# Pavel Savkov
Pavel Savkov (Moscú, 13 de abril de 2002)  es un jugador de baloncesto ruso, que mide 2 metros y 2 centímetros y ocupa la posición de escolta. Actualmente pertenece al Saski Baskonia de la Liga ACB, pero se encuentra cedido al Gipuzkoa Basket de la Liga LEB Oro. Es internacional con la selección de baloncesto de Rusia absoluta.

## Trayectoria
Nacido en Moscú, es hijo del exjugador de baloncesto Alexei Savkov, jugador entre otros de PBC CSKA Moscú o Khimki BC. Es un escolta formado en las categorías inferiores del MBC Dinamo Moscú y en 2018 se proclamó campeón y MVP del Europeo Sub-16 de la División B.
Poco después, en verano de 2018 con apenas 16 años, llegó a España para ingresar en la cantera del Kirolbet Baskonia.
En la temporada 19-20, el jugador juega en el Fundación Baskonia de Liga EBA, con el que promedió 12.3 puntos, 2.1 asistencias y 10.4 de valoración en su estreno en Liga EBA.
En la temporada 2020-21, es cedido al Juaristi ISB de Liga LEB Plata. Nada más llegar, en septiembre de 2020 lograría la Euskal Kopa LEB frente a Zornotza Saskibaloi Taldea, con un triple que dio la victoria en los últimos segundos del encuentro.
El 31 de enero de 2021, se proclamó campeón de la Copa de LEB Plata, en el que Savkov sería seleccionado como integrante del mejor quinteto de la Copa en la posición de alero.
Al término de la temporada 2020-21, lograría el ascenso a la Liga LEB Oro, promediando 13 puntos y 10,8 de valoración durante la temporada en LEB Plata.
El 4 de agosto de 2022, firma por el Carplus Fuenlabrada de la Liga ACB, primera división de España, cedido por el Saski Baskonia.
El 17 de enero de 2023, regresa al Saski Baskonia, tras tener un papel muy discreto en el Carplus Fuenlabrada, donde jugaría en 11 ocasiones, promediando 1.2 puntos y 0.6 de valoración en poco más de cuatro minutos.
El 18 de octubre de 2023, Baskonia y el jugador amplían su vinculación hasta el término de la temporada 2027-28, para posteriormente seguir su trayectoria en Estados Unidos.
El 28 de febrero de 2024, firma por el San Sebastián Gipuzkoa Basket Club de la Liga LEB Oro, cedido por el Saski Baskonia.

## Internacional
En 2018 logra el Europeo Sub-16 de la División B, promediando 15.9 puntos, 8 rebotes, 2.5 asistencias, 1.5 robos y 18.3 de valoración.
En febrero de 2021, debuta con la Selección de baloncesto de Rusia en un duelo de las Ventanas FIBA ante Estonia. El partido acabaría con victoria rusa por 75 a 52 y Pavel anotó su primer triple con el combinado nacional en los seis minutos que disputó.

## Palmarés
- 2018. Rusia. Europeo Sub-16, Oro.